# Çiğdem
Çiğdem  è un nome proprio di persona turco femminile.

## Origine e diffusione

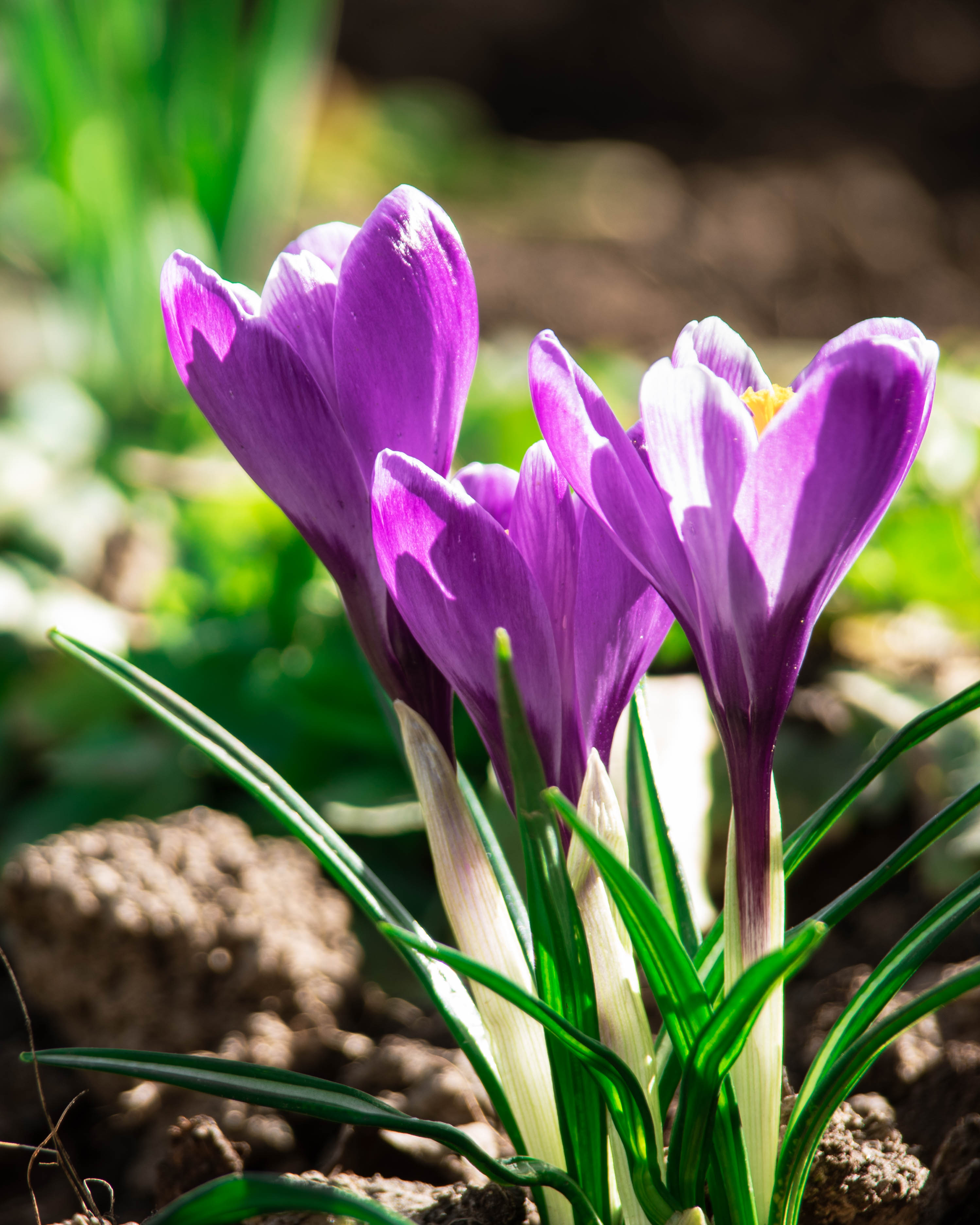
Fiori di Crocus

Il nome riprende il termine turco çiğdem, che indica vari generi di fiori, soprattutto quelli del genere crocus.

## Onomastico
Il nome è adespota, non essendo portato da alcun santo. L'onomastico si può festeggiare il 1º novembre, giorno in cui cade la festa di Ognissanti.

## Persone
- Çiğdem Can, pallavolista turca